# 素敵にライバル
『素敵にライバル』（すてきにライバル）1999年6月30日～7月28日にNHK総合テレビジョン「水曜ドラマの花束」で放送されたテレビドラマ。

## キャスト
- 尾形陽子 - 天海祐希
- 恵利 - 若村麻由美
- 別所哲也

## スタッフ
- 作 - 金子成人[1]
- 音楽 - BANANA[1]
- 制作統括 - 竹内豊[1]
- 演出 - 伊豫田静弘[1]、岡田健[1]、土屋勝裕[1]

## 主題歌
- 「SOMEDAY」佐野元春

## サブタイトル
1. 再会・飛騨高山
2. 昨日の友は…
3. 落ちた偶像
4. 崖っぷち
5. それぞれの道